# Élections régionales de 1983 en Hesse
Les élections régionales de 1983 en Hesse (en allemand : Landtagswahl in Hessen 1983) se tiennent le 25 septembre 1983, afin d'élire les 110 députés de la 11e législature du Landtag, pour un mandat de quatre ans.
Le scrutin est marqué par la victoire du SPD à la majorité relative et le retour du FDP au Landtag. Le ministre-président Holger Börner assure la gestion des affaires courantes jusqu'à la formation d'un gouvernement minoritaire, toléré par les Grünen, en juin 1984.

## Contexte
Aux élections régionales du 26 septembre 1982, la CDU d'Alfred Dregger vire une nouvelle fois en tête. Avec 45,6 % des voix, elle conquiert une majorité relative de 52 députés sur 110.
Le SPD, emmené par le ministre-président Holger Börner, confirme donc sa deuxième place, réunissant 42,8 % des suffrages et 49 parlementaires. La troisième place revient aux Grünen de Dirk Treber et Gertrud Schilling, qui parviennent à faire leur entrée au Landtag avec 8 % des exprimé et neuf élus. Le FDP, partenaire de coalition du SPD depuis 1970 et qui avait indiqué sa volonté de s'associer avec la CDU, perd lui sa représentation parlementaire, ne rassemblant que 3,1 % des voix.
Incapable d'assumer le pouvoir après quatre tentatives, Dregger renonce donc à présider l'Union chrétienne-démocrate dans le Land, fonction reprise par le bourgmestre de Francfort-sur-le-Main Walter Wallmann. Ce dernier propose au Parti social-démocrate de former une « grande coalition », mais les divergences entre les deux forces sont trop profondes, encore plus dans le cadre de la campagne des élections fédérales anticipées.
Börner, qui ne peut obtenir le soutien des Grünen, reste alors au pouvoir et gère les affaires courantes. Après avoir échoué à faire adopter une loi de finances, il s'entend avec les Verts pour approuver une loi de finances provisoire. Le Landtag prononce ensuite sa dissolution.

## Mode de scrutin
Le Landtag est constitué de 110 députés (en allemand : Mitglied des Landtags, MdL), élus pour une législature de quatre ans au suffrage universel direct et suivant le scrutin proportionnel de Hare.
Chaque électeur dispose d'une voix, qui compte double : elle lui permet de voter pour un candidat de sa circonscription, selon les modalités du scrutin uninominal majoritaire à un tour, le Land comptant un total de 55 circonscriptions ; elle est alors automatiquement attribuée au parti politique dont ce candidat est le représentant.
Lors du dépouillement, l'intégralité des 110 sièges est répartie en fonction des voix attribuées aux partis, à condition qu'un parti ait remporté 5 % des voix au niveau du Land. Si un parti a remporté des mandats au scrutin uninominal, ses sièges sont d'abord pourvus par ceux-ci.
Dans le cas où un parti obtient plus de mandats au scrutin uninominal que la proportionnelle ne lui en attribue, la taille du Landtag est augmentée jusqu'à rétablir la proportionnalité.

## Campagne

### Principaux partis
| Parti | Parti                                                                              | Chef de file                               | Résultat en 1982           |
| ----- | ---------------------------------------------------------------------------------- | ------------------------------------------ | -------------------------- |
|       | Union chrétienne-démocrate d'Allemagne Christlich Demokratische Union Deutschlands | Walter Wallmann (Bourgmestre de Francfort) | 45,6 % des voix 53 députés |
|       | Parti social-démocrate d'Allemagne Sozialdemokratische Partei Deutschlands         | Holger Börner (Ministre-président)         | 42,8 % des voix 49 députés |
|       | Les Verts Die Grünen                                                               | Dirk Treber et Gertrud Schilling           | 8,0 % des voix 9 députés   |

## Résultats

### Voix et sièges
| Parti                             | Parti                                        | Voix      | Voix  | Sièges | Sièges        | Sièges | Sièges | Sièges        |
| Parti                             | Parti                                        | Votes     | %     | MU1    | +/-           | Liste  | Total  | +/-           |
| --------------------------------- | -------------------------------------------- | --------- | ----- | ------ | ------------- | ------ | ------ | ------------- |
|                                   | Parti social-démocrate d'Allemagne (SPD)     | 1 559 725 | 46,23 | 42     | 20            | 9      | 51     | 2             |
|                                   | Union chrétienne-démocrate d'Allemagne (CDU) | 1 329 292 | 39,40 | 13     | 20            | 31     | 44     | 8             |
|                                   | Parti libéral-démocrate (FDP)                | 256 801   | 7,61  | 0      | en stagnation | 8      | 8      | 8             |
|                                   | Les Verts (Grünen)                           | 200 415   | 5,94  | 0      | en stagnation | 7      | 7      | 2             |
|                                   | Autres                                       | 27 620    | 0,83  | 0      | en stagnation | 0      | 0      | en stagnation |
|                                   |                                              |           |       |        |               |        |        |               |
| Votes valides                     | Votes valides                                | 3 373 853 | 99,10 |        |               |        |        |               |
| Votes blancs et nuls              | Votes blancs et nuls                         | 30 803    | 0,90  |        |               |        |        |               |
| Total                             | Total                                        | 3 404 656 | 100   | 55     | en stagnation | 55     | 110    | en stagnation |
| Abstentions                       | Abstentions                                  | 670 955   | 16,46 |        |               |        |        |               |
| Nombre d'inscrits / participation | Nombre d'inscrits / participation            | 4 075 611 | 83,54 |        |               |        |        |               |

### Analyse
La situation reste aussi bloquée qu'avant la tenue du scrutin : bien que le FDP ait réussi son retour au Landtag, le fort recul de la CDU empêche ces deux forces de constituer une « coalition noire-jaune ». Redevenu le premier parti de Hesse, pour la première fois depuis 1966, le SPD ne peut constituer de « coalition sociale-libérale » avec son ancien allié et ne veut former de « coalition rouge-verte » avec les Grünen, qui manquent de peu de sortir du Landtag.

### Conséquences
Le ministre-président Holger Börner continue d'expédier les affaires courantes. Le 7 juin 1984, il est investi pour un troisième mandat et forme un gouvernement minoritaire bénéficiant du soutien sans participation des Verts.